# Shackelford
Shackelford és una concentració de població designada pel cens dels Estats Units a l'estat de Califòrnia. Segons el cens del 2000 tenia 5.170 habitants.

## Demografia
Segons el cens del 2000, Shackelford tenia 5.170 habitants, 1.363 habitatges, i 1.053 famílies. La densitat de població era de 2.348,4 habitants/km².
Dels 1.363 habitatges en un 49,5% hi vivien nens de menys de 18 anys, en un 49,3% hi vivien parelles casades, en un 18% dones solteres, i en un 22,7% no eren unitats familiars. En el 15,1% dels habitatges hi vivien persones soles el 5,8% de les quals corresponia a persones de 65 anys o més que vivien soles. El nombre mitjà de persones vivint en cada habitatge era de 3,79 i el nombre mitjà de persones que vivien en cada família era de 4,25.
Per edats la població es repartia de la següent manera: un 37,6% tenia menys de 18 anys, un 11,6% entre 18 i 24, un 28,4% entre 25 i 44, un 15,4% de 45 a 60 i un 7% 65 anys o més.
L'edat mediana era de 26 anys. Per cada 100 dones de 18 o més anys hi havia 104,8 homes.
La renda mediana per habitatge era de 23.289 $ i la renda mediana per família de 24.541 $. Els homes tenien una renda mediana de 23.365 $ mentre que les dones 15.903 $. La renda per capita de la població era de 7.250 $. Entorn del 33,6% de les famílies i el 36,1% de la població estaven per davall del llindar de pobresa.

## Poblacions més properes
El següent diagrama mostra les poblacions més properes.